# Аппарат Сент-Клер Девилля

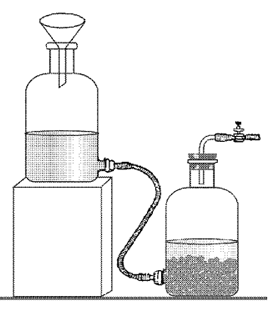

Аппарат А. Э. Сент-Клер-Девиля — простейший прибор для получения газов путём подвода жидкости к твёрдому реагенту, состоящий из двух ёмкостей, соединённых каучуковой трубкой.
Получение газа производится с помощью подвода снизу жидкого реагента (слабого раствора соляной или уксусной кислоты) к твёрдому реагенту (гранулам известняка, измельчённым кусочкам мела, гранулированному цинку и т. д.).

## Устройство
Прибор состоит из двух банок или склянок с отводами (тубулусами), которые находятся у обеих ёмкостей снизу. В сосуд, больший по диаметру, помещают слой стекловаты (так как она хорошо пропитывается жидкостью), на стекловату помещается твёрдый реагент. В сосуд, меньший по диаметру, заливают жидкий реагент. Сосуд с жидким реагентом обычно помещают на подъёмный столик для того, чтобы через нижний отвод жидкость свободно проходила в первый сосуд.
При поднятии второго сосуда на подъёмном столике жидкий реагент проникает через трубку и слой стекловаты к твёрдому реагенту и вступает с ним в реакцию с выделением газа, выходящего через кран, находящийся на отводе из пробки в сосуде с твёрдым реагентом. Когда газ не нужен, сосуд с жидким реагентом на подъёмном столике опускают вниз, удаляя тем самым жидкость из твёрдого реагента. Остатки жидкости выдавливаются избыточным давлением газа.

## Части аппарата
1. Сосуд для твёрдого реагента.
2. Сосуд для жидкого реагента.
3. Каучуковая трубка.
4. Подъёмный столик.
5. Г-образная трубка.
6. Пробка с отверстием для выводящей (отводной) трубки.
7. Кран, находящийся на отводной трубке.